# Ceratitis striatella
Ceratitis striatella är en tvåvingeart som beskrevs av Munro 1935. Ceratitis striatella ingår i släktet Ceratitis och familjen borrflugor.
Artens utbredningsområde är Uganda. Inga underarter finns listade i Catalogue of Life.